# St. Rochus (Hauset)

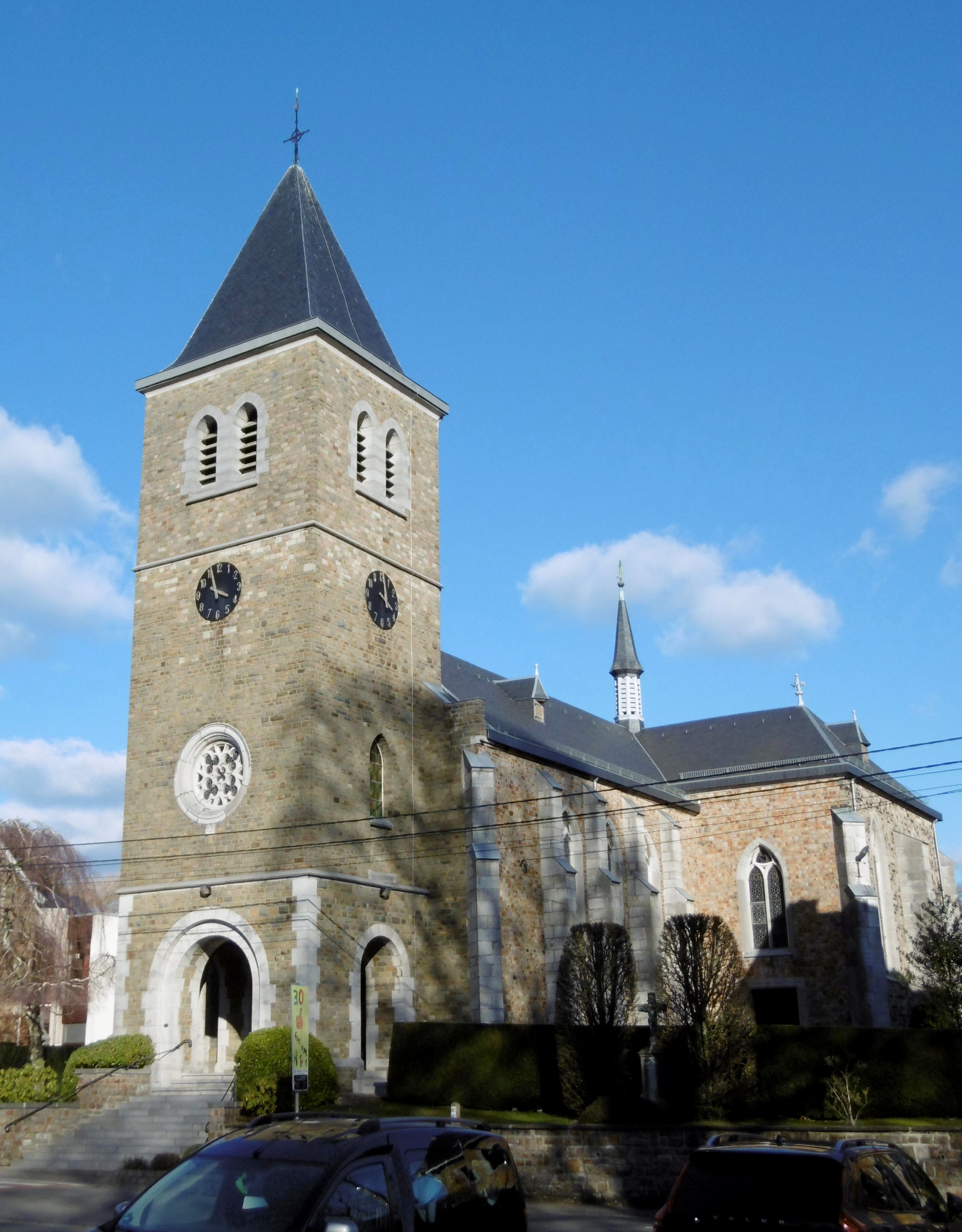
St. Rochus

St. Rochus ist eine römisch-katholische Pfarrkirche in der Ortschaft Hauset im Norden der Deutschsprachigen Gemeinschaft Belgiens. Sie gehört zum Pfarrverband Raeren – Eynatten – Hauset im Bistum Lüttich.

## Entstehung
Am 7. April 1857 wurde der Grundstein für die Pfarrkirche gelegt. Die Pläne zum Bau der Kirche stammen von Bauinspektor Blankenhorn aus Aachen. Der Aachener Baumeister Faulenbach ließ sie in den Jahren 1858 bis 1859 von den Bauunternehmern Laurenz Kever und Hubert Crott errichten. Dechant Pauls aus Eupen und Dechant Krichels aus Eynatten segneten die Kirche am 3. Januar 1860 ein. Die Konsekration erfolgte am 12. Juli 1868 durch den Kölner Erzbischof Paulus Melchers.
Am 11. April 1861 wurde Hauset selbstständige Pfarrei und erwählte den Heiligen Rochus zum Pfarrpatron. Zur zweiten Schutzpatronin wurde am 6. März 1862 die Heilige Genoveva gewählt.

## Erweiterungsbauten
Zu Beginn des 20. Jahrhunderts wurde die Pfarrkirche erweitert. Zwei Seitenschiffe und ein neuer Chor wurden im April 1908 nach Plänen des Aachener Architekten Peter Friedrich Peters unter der Bauleitung von Leonard Laschet aus Hergenrath angebaut. Die verwendeten Materialien waren Mauersteine aus Hauseter Bruchsteinen, Stützpfeiler aus Kalkstein und Fußsteinplatten aus gebranntem Ton von der Firma Villeroy & Boch aus Merzig an der Saar.
Dechant Mertz aus Hergenrath legte am 27. Juni 1909 den Grundstein für die Erweiterungsbauten. Der Kölner Weihbischof Josef Müller konsekrierte sie am 18. Mai 1915.

## Glockenturm und Geläut
Am 9. April 1961 wurde der Grundstein für einen neuen 33 Meter hohen Glockenturm gelegt. Der Bau des Kirchturms erfolgte durch den Bauunternehmer Hubert Bodeux aus Weismes nach Plänen des Architekten Emile Burguet und seines Sohnes Jean aus Verviers.
Im Turm befinden sich drei Glocken, die am 12. November 1961 geweiht wurden. Die 1138 kg schwere Rochusglocke und die 564 kg wiegende Genovevaglocke wurden von der Glockengießerei Slegers aus Tellin neu gegossen. Die alte Marienglocke wiegt 310 kg und wurde erworben von Pfarrer Signon aus Dürler.

## Innenrestaurierung
1967 wurde mit einer umfassenden Renovierung des Innenraums begonnen. Neben einer neuen Ausmalung wurden u. a. neue Bänke installiert, neuer Fußboden verlegt und eine Wandtäfelung angebracht.

## Innenausstattung

### Hauptaltar und Statuen

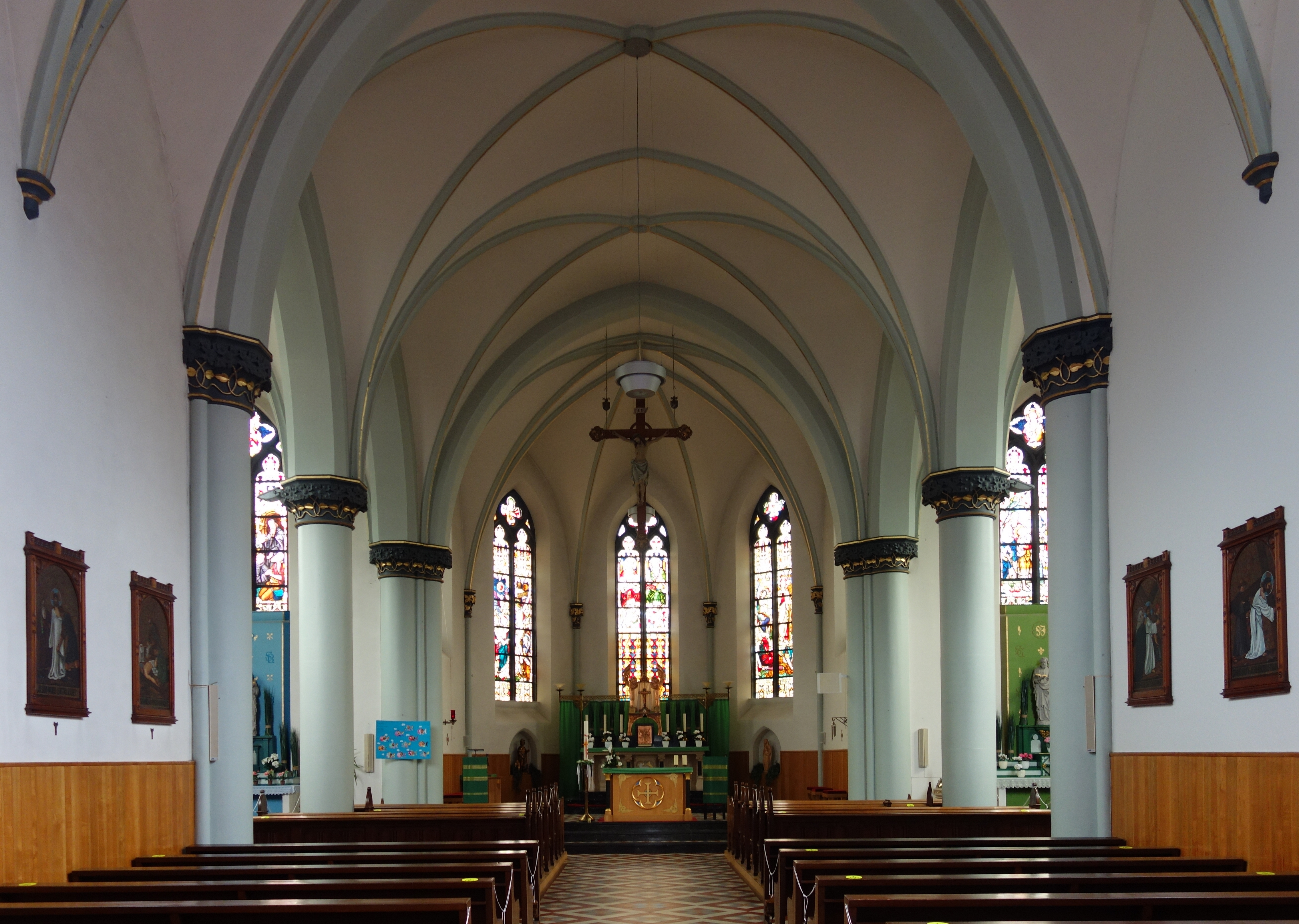
Innenraum mit Blick auf den Hauptaltar im Chor
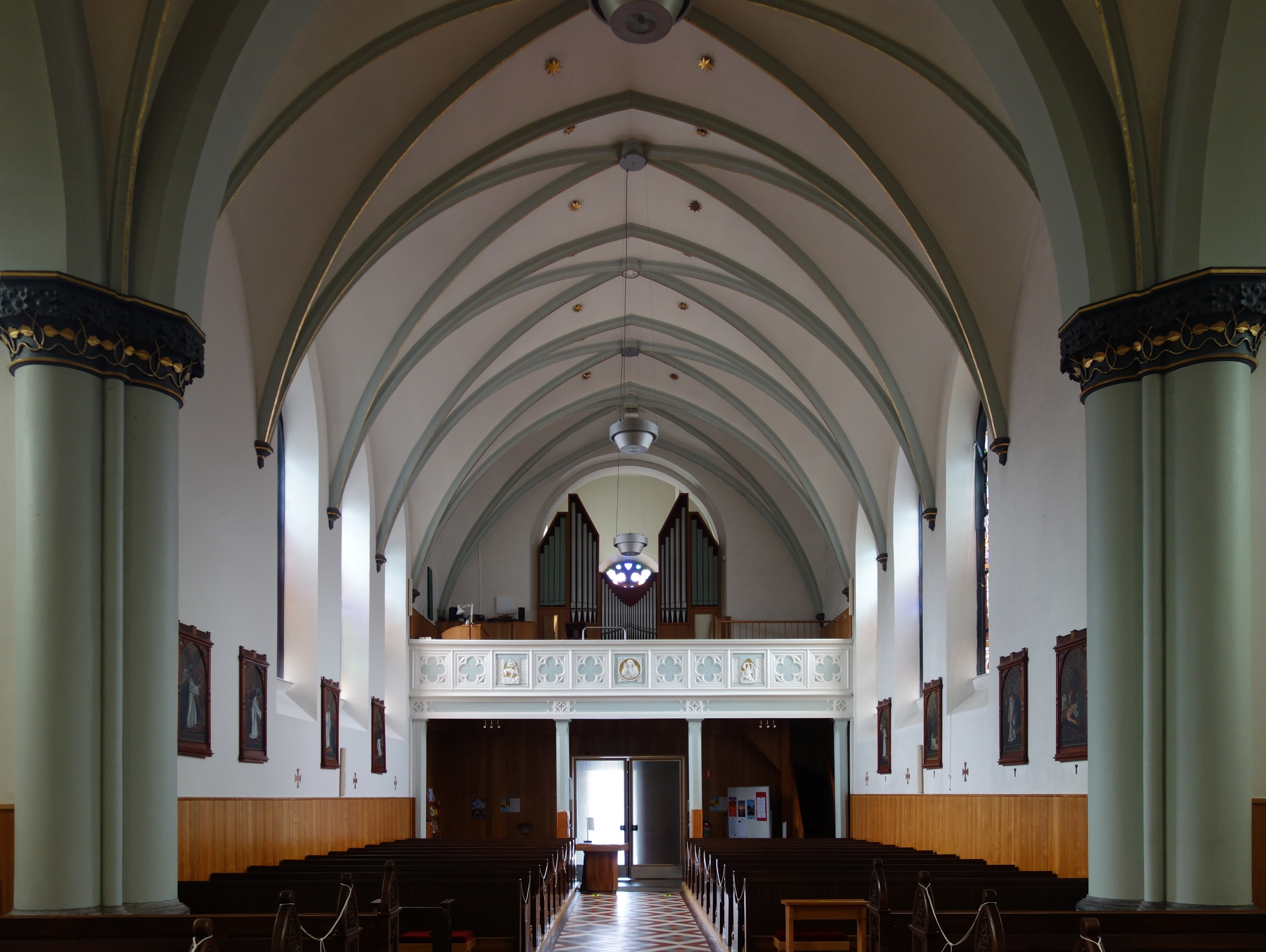
Innenraum mit Blick auf die Orgel

Maßgeblich mitgestaltet wurde der Altar von der Brüsseler Kunsthandlung Billaux-Grossé, welche zwischen 1950 und 1952 das Tabernakel, den Expositionsthron, die 6 Kerzenleuchter, die Vorhänge mit den Gestängen hinter dem Altar und das Kreuz anfertigte. Im Hauptaltar befinden sich auch Reliquien des Märtyrers Benignus von Dijon, der Gefährten des Heiligen Gereon und der Heiligen Ursula.
Dem Hauptaltar vorgelagert sind ein Opfertisch, ein Kredenztisch und ein Lesepult.
Die im Schwarzwald geschnitzte Rochusstatue wurde der Pfarrkirche am 14. September 1980 gestiftet. Eine weitere Statue von 1864 zeigt die Heilige Genoveva.

### Seitenaltäre, Beichtstühle und Kreuzweg

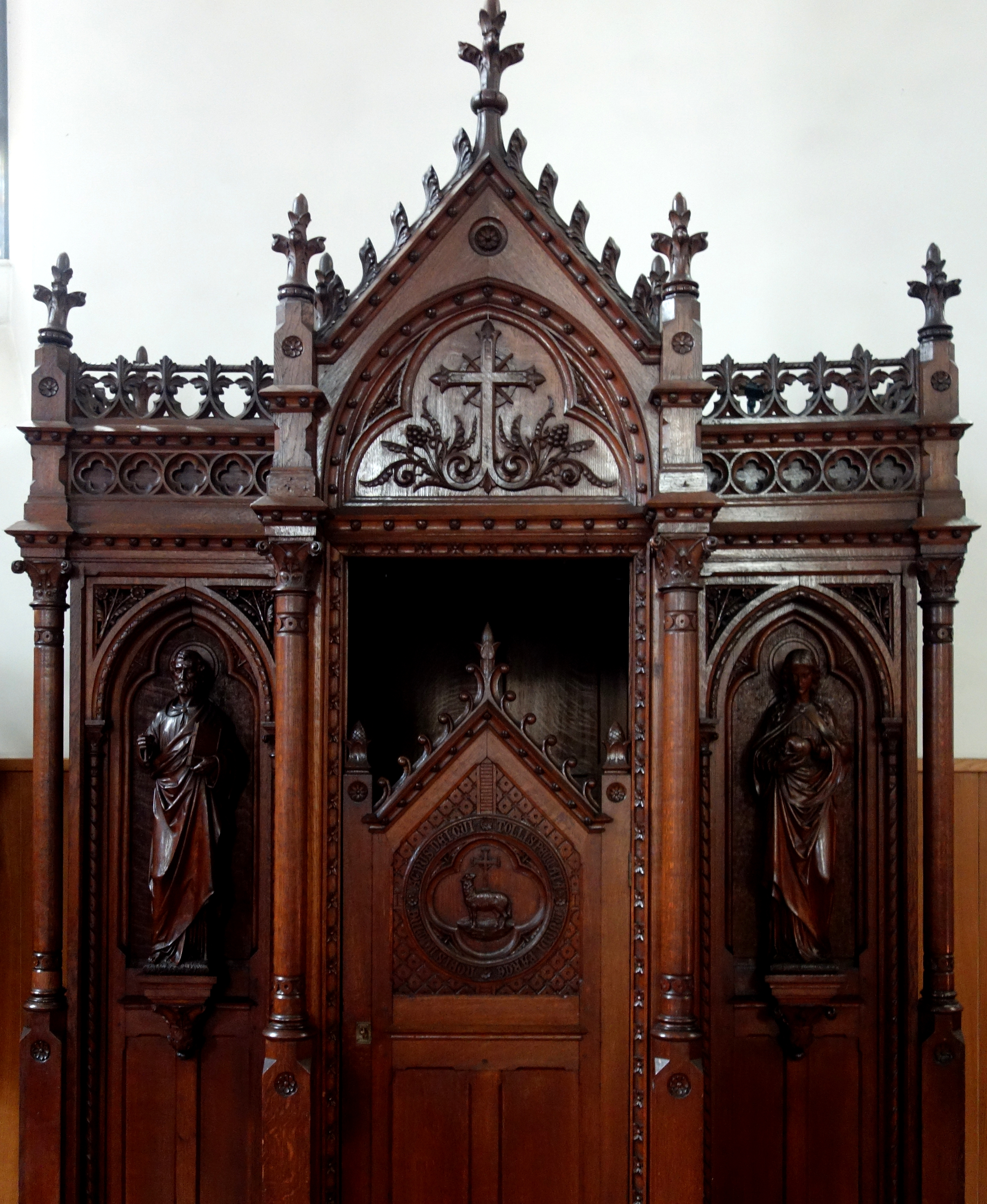
Beichtstuhl
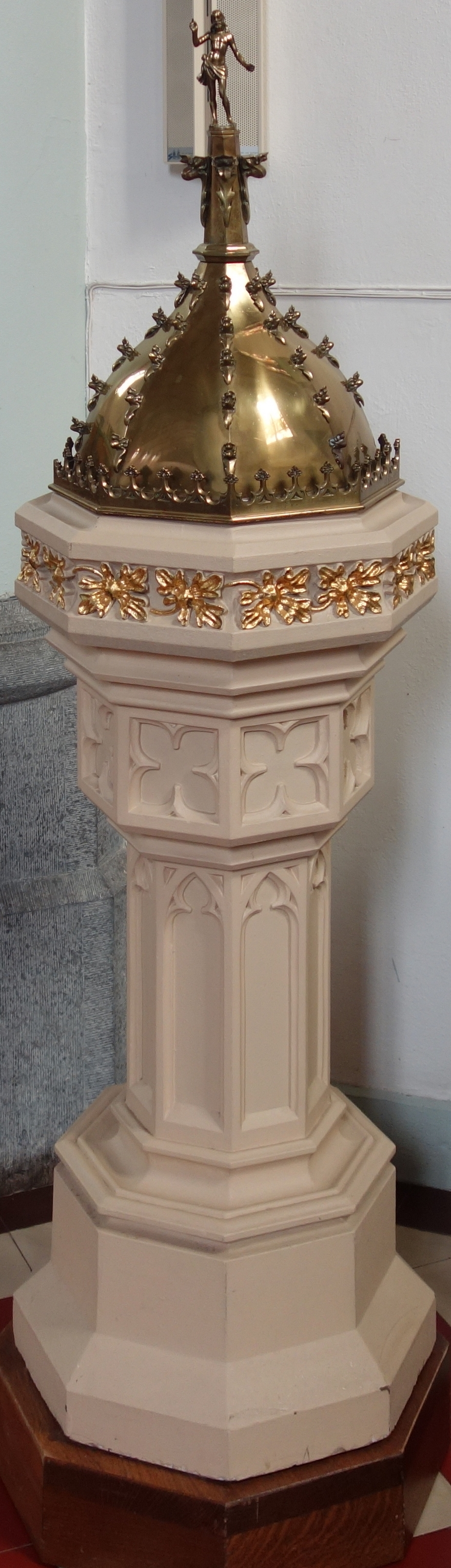
Tauf-becken

Die beiden Seitenaltäre von 1938 zeigen in grauem Sandstein gefertigte Figuren des Heiligen Josef und der Gottesmutter Maria, beide von 1862. Die beiden neugotischen Betstühle stammen aus dem Jahr 1894.
Die reich verzierten Beichtstühle wurden am 8. Juli 1950 in Couillet bei Charleroi erworben. Sie sind geschmückt mit eingeschnitzten Darstellungen der Heiligen Apostel Petrus und Paulus, Maria Magdalena, Theresia von Avila sowie des Gotteslamms.
Der am 14. November 1941 eingesegnete Kreuzweg wurde 1958 durch Pater Geraldo vom Kloster Garnstock in Baelen restauriert.

### Taufbecken und Missionskreuz
Das Taufbecken besteht aus einem bemalten neugotischen Stein von 1863 und einem Messingdeckel mit der Statue des auferstandenen Christus.
Anlässlich der Pfarrmission am 27. März 1934 wurde ein großes Missionskreuz als Chorabschluss aufgehängt.

### Orgel

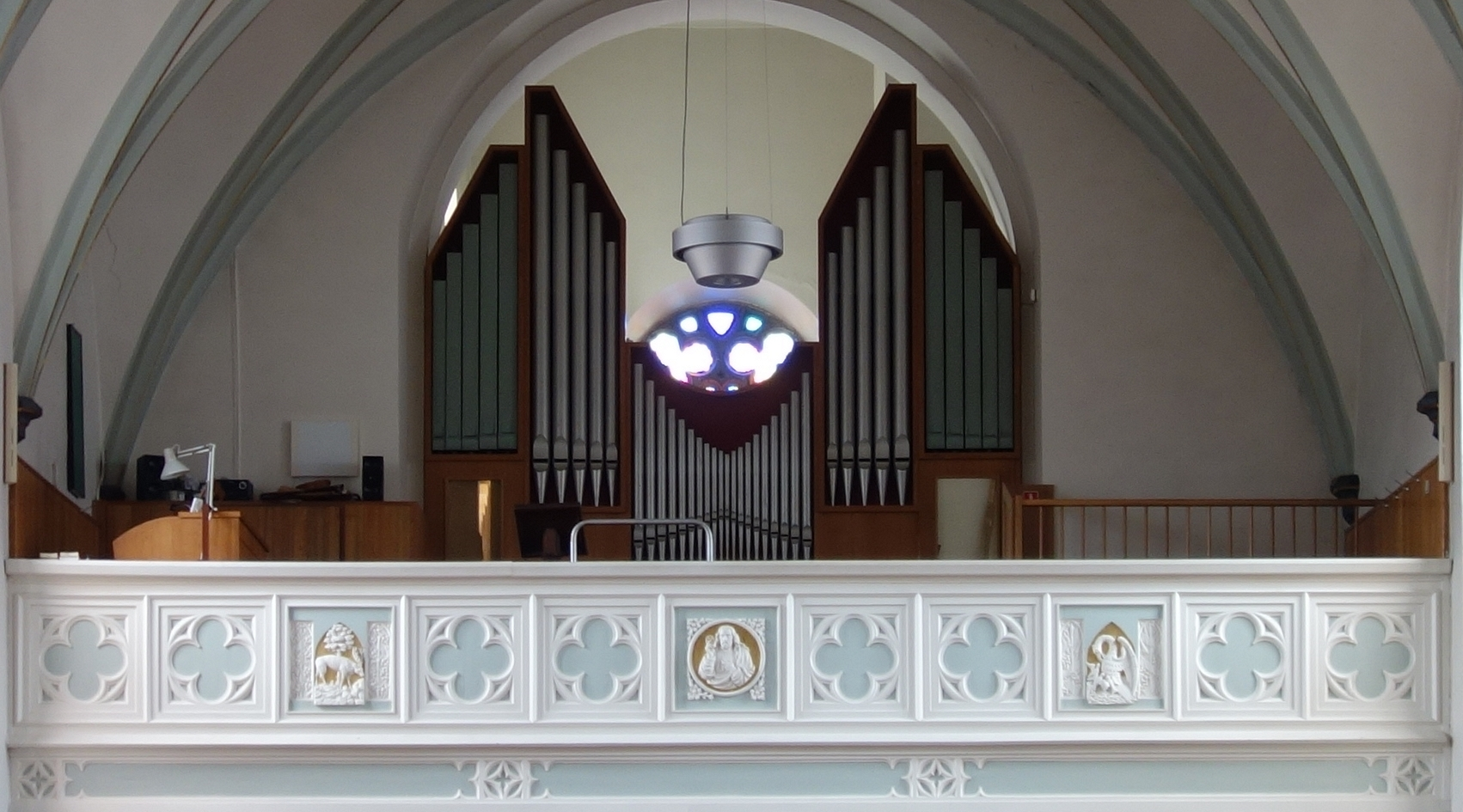
Orgel

Am 13. Oktober 1963 wurde die neue Orgel eingeweiht. Sie stammt aus der Werkstatt der Merksteiner Orgelbau-Anstalt St. Willibrord.

### Fenster
Die Chorfenster wurden 1910 angefertigt von der Kunstanstalt Heinrich Oidtmann aus Linnich im Rheinland. Sie zeigen Szenen zur Dreifaltigkeit, der Kreuzigung und Auferstehung Jesu Christi sowie Brustbilder des Heiligen Johannes des Täufers und des Heiligen Stephanus.
Die Fenster im Querschiff stammen ebenfalls von der Kunstanstalt Oidtmann aus dem Jahr 1910. Sie stellen u. a. die Heiligen Rochus, Bonifatius, Franz Xaver, Dominikus, Franz von Assisi und Genoveva dar.
Weitere Fenster zeigen u. a. die Heiligen Philippus, Thomas, Andreas, Petrus, Bartholomäus und Judas Thaddäus.